# Norfenefrin
Norfenefrin (Coritat, Energona, Hypolind, Novadral, m-oktopamin, 3-oktopamin, 3,β-dihidroksifenetilamin) je adrenergički lek koji se koristi kao simpatomimetik. On je u prodaji u Evropi, Japanu, i Meksiku. Zajedno sa strukturnim izomerima -oktopaminom i tiraminom, norfenefrin je prirodni, endogeni trag amin. On deluje kao jedan od pomoćnih neurotransmitera u mozgu.

## Literatura
- Index Nominum 2000: International Drug Directory. Taylor & Francis US. 2000. стр. 750. ISBN 978-3-88763-075-1. Приступљено 24. 4. 2012.
- F.. Macdonald (1997). Dictionary of Pharmacological Agents. CRC Press. стр. 104. ISBN 978-0-412-46630-4.